# Mukeshwar Choonee
 (octobre 2012).
Mukeshwar Choonee est un homme politique mauricien qui a été plusieurs fois ministre.
De 1991 à 1995, il est ministre des Arts et de la Culture.
En 2000, il est nommé ministre de la Terre et du Logement. En janvier 2003, il est soupçonné de corruption et incarcéré une première fois, ce qui l'amène à démissionner en aout ; il est à nouveau brièvement arrêté pour de nouvelles charges au mois de novembre.
Il devient Haut-commissaire de Maurice à New-Dehli en 2005.
En 2010, il retrouve ses anciennes fonctions de ministre des Arts et de la Culture. Il est nommé grand officier de l'Ordre de l'Étoile et de la Clé de l'océan Indien (en) en 2014.
En 2016, il quitte le gouvernement et devient vice-président de l'International Indenture Girmityas Fondation.
En 2021, il démissionne du Parti travailliste.